# Chrigel Glanzmann
Christian "Chrigel" Glanzmann (ur. 1975 w Bazylei) – szwajcarski wokalista i współzałożyciel pagan metalowego zespołu Eluveitie. Był także członkiem zespołów Branâ Keternâ, Folkearth, Môr Cylch, Sacer oraz Verveine.

## Dyskografia
- Folkearth - A Nordic Poem (2004)[3]
- Fräkmündt - Heiwehland (2011, gościnnie)[4]
- 69 Chambers - Torque (2012, gościnnie)[5]
- Blutmond - The Revolution Is Dead! (2012, gościnnie)[6]
- Caladmor - Of Stones and Stars (2013, gościnnie)[7]
- Die Apokalyptischen Reiter - Tief.Tiefer (2014, gościnnie)[8]
- Amorphis - Under the Red Cloud (2015, gościnnie)[9]